# Distretto di Güneysu
Il distretto di Güneysu (turco: Güneysu ilçesi; greco: περιοχὴ Ποταμιᾶς periochḕ Potamiâs; armeno: Պոտոմիաի շրջանի Potomiai šrǰani) è un distretto della provincia di Rize, in Turchia.

## Vicegovernatori
Di seguito l'elenco dei vicegovernatori del distretto:
- Mustafa Güler (1988-1989)
- Mehmet Uzuner, come vice-kâymakam (1989-1990)
- Mustafa Güler (1990)
- Kadir Gülnar, come vice-kâymakam (1990-1991)
- Erol Ayyıldız (1991)
- Kadir Gülnar, come vice-kâymakam (1991-1992)
- Adnan Çakıroğlu (1992)
- Hasan Fırat, come vice-kâymakam (1992-1993)
- Hamdi Bilge Aktaş (1993)
- Kadir Gülnar, come vice-kâymakam (1993)
- Bilal Çelik (1993-1994)
- Muhsin Şentürk, come vice-kâymakam (1994)
- Bilal Çelik (1994-1996)
- Halil Demirci, come vice-kâymakam (1996)
- Aslan Avşarbey (1996-1997)
- Murat Bulacak (1997-1998)
- Halil Demirci, come vice-kâymakam (1998-2000)
- Aytekin Yılmaz (2000)
- Mehmet Ali İslamoilu (2000)
- Osman Metin Saroğlu, come vice-kâymakam (2000-2001)
- Hüseyin Kürşat Kırbıyık (2001)
- Osman Metin Saroğlu, come vice-kâymakam (2001)
- Aydın Börü (2001-2002)
- Muhittin Gürel (2002)
- Mehmet Göv (2002)
- İbrahim Keklik, come vice-kâymakam (2002)
- Nihat Kaynar, come vice-kâymakam (2002)
- Mustafa Yıldız (2003-2004)
- Fuat Gürel, come vice-kâymakam (2004-2005)
- Murat Dikbaş (2005-2008)
- Doğan Dinç (2008)
- Suat Demirci (2008-2011)
- Gökmen Çiçek (2011-...)